# Ox-Cart Man
Ox-Cart Man ist ein Bilderbuch des US-amerikanischen Dichters Donald Hall, das 1979 mit Illustrationen von Barbara Cooney beim Verlag Viking Press veröffentlicht wurde.

## Inhalt
Eine Bauernfamilie, bestehend aus Vater, Mutter, Sohn und Tochter, lebt und arbeitet im 19. Jahrhundert auf ihrem Hof in New Hampshire. Während des Jahres stellt die Familie alles Lebensnotwendige selbst her. Was sie selber nicht benötigen, wird im Oktober auf den Ochsenkarren geladen: von der Tochter gestrickte Handschuhe, von der Mutter gesponnenes Leinen, vom Vater gespaltene Dachschindeln, vom Sohn gefertigte Reisigbesen, Wolle, Kerzen, jede Menge Obst und Gemüse, Honig, Ahornsirup und Daunenfedern. Dann macht sich der Vater zehn Tage lang auf die Reise zum Markt nach Portsmouth, um dort diese Waren zu verkaufen. Nachdem alles an den Mann und die Frau gebracht ist, wird auch noch der Ochsenkarren und der Ochse selbst verkauft, dem der Vater zum Abschied einen Kuss auf die Nase gibt. Von dem eingenommenen Geld erwirbt der Vater Dinge, die seine Familie im nächsten Jahr braucht, sowie eine Tüte mit Süßigkeiten. Dann marschiert er wieder mehrere Tage lang durch die Landschaft zurück nach Hause, wo er bereits von seiner Frau und den Kindern erwartet wird. Die Arbeit beginnt aufs Neue. Im Winter fertigt der Vater einen neuen Karren für den jungen Ochsen und spaltet Schindeln, sein Sohn produziert Reisigbesen, Frau und Tochter spinnen Flachs und verrichten diverse Handarbeiten; im März werden die Zucker-Ahornbäume angebohrt und im April die Schafe geschoren. Im Mai werden Kartoffeln und Rüben gesetzt, die Apfelbäume beginnen zu blühen, die Bienen schwärmen aus und produzieren Honig und von den Gänsen können die weichen Federn eingesammelt werden.

## Entstehung
Das Bilderbuch basiert auf dem gleichnamigen Gedicht Ox Cart Man des Autors, das 1977 in der Oktober-Ausgabe des Magazins The New Yorker veröffentlicht wurde.

## Rezeption
Clare Rhoden schreibt in ihrer Buchrezension: „Die Idylle des Landlebens, bestimmt vom Rhythmus der Natur, bildet den Hintergrund für diese bezaubernde Erzählung. Wir erleben den Wechsel der Jahreszeiten aus der Perspektive einer Familie aus dem 19. Jahrhundert. Das Buch ist die ideale Gutenachtlektüre: Textzeilen, die Vertrautheit vermitteln, Illustrationen, in die man gleich eintauchen möchte […] Kleine Kinder mögen die Vorhersehbarkeit der Wortwiederholungen, während ältere Kinder sich für Leben, Arbeit und Aufgabenteilung der Familie interessieren. Barbara Cooneys naive Malerei ist niemals von oben herab und spricht alle Altersgruppen an. Jede Seite deckt neue Aspekte der Jahreszeiten, der Stadt oder Landschaft auf, die Beziehungen zwischen Menschen, Tieren und Erde.“ Kristi L. Thomas schreibt im School Library Journal: „Nach heutigen Maßstäben mag das Tempo zu gemächlich erscheinen, die Handlung zu spärlich, das Ergebnis der Arbeit eines Jahres zu gering, die im Gegenzug erworbenen Güter minimal. Doch die Würde des Textes und die Schönheit der Landschaft ziehen den Leser in ihren Bann, und die Belohnung ist nicht zu bemessen, denn die Straße, die zum Marktplatz führt, führt auch nach Hause. Indem der Autor genau an dem Punkt in den Kreislauf eintritt, an dem der Prozess oft als beendet angesehen wird, erfindet er für uns das Gefühl neu, dass Arbeit uns alle definiert, uns mit unserer Welt verbindet und wir alle – Mutter, Vater, Sohn und Tochter – gleichermaßen nach Maßgabe unserer Anstrengungen belohnt werden.“

## Auszeichnungen
Cooneys Illustrationen in Ox-Cart Man wurden 1980 mit einer Caldecott Medaille ausgezeichnet.

## Referenzen
Ox-Cart Man ist in dem literarischen Nachschlagewerk 1001 Kinder- und Jugendbücher – Lies uns, bevor Du erwachsen bist! für die Altersstufe 3+ Jahre enthalten.

## Ausgaben
- Ox-Cart Man. Viking Press, USA 1979 (englisch).